# Slovak Open 2016
Die Slovak Open 2016 im Badminton fanden vom 1. bis zum 4. September 2016 in Trenčín statt.

## Sieger und Platzierte
| Disziplin    | Gold                               | Silber                               | Bronze                                 |
| ------------ | ---------------------------------- | ------------------------------------ | -------------------------------------- |
| Herreneinzel | Matthew Carder                     | Ivan Rusev                           | Alex Lane                              |
| Herreneinzel | Matthew Carder                     | Ivan Rusev                           | Kyrylo Leonov                          |
| Dameneinzel  | Natalya Voytsekh                   | Priskila Siahaya                     | Panuga Riou                            |
| Dameneinzel  | Natalya Voytsekh                   | Priskila Siahaya                     | Ronja Stern                            |
| Herrendoppel | Łukasz Moreń Wojciech Szkudlarczyk | Jakub Bitman Pavel Drančák           | Mykola Martynenko Sergey Don           |
| Herrendoppel | Łukasz Moreń Wojciech Szkudlarczyk | Jakub Bitman Pavel Drančák           | Dominik Stipsits Roman Zirnwald        |
| Damendoppel  | Mariya Mitsova Petya Nedelcheva    | Vladyslava Lesnaya Darya Samarchants | Alžběta Bášová Michaela Fuchsová       |
| Damendoppel  | Mariya Mitsova Petya Nedelcheva    | Vladyslava Lesnaya Darya Samarchants | Evie Burbidge Elizabeth McMorrow       |
| Mixed        | Jakub Bitman Alžběta Bášová        | Miha Ivanič Nika Arih                | Przemyslaw Szydlowski Witek Magdalena  |
| Mixed        | Jakub Bitman Alžběta Bášová        | Miha Ivanič Nika Arih                | Paweł Śmiłowski Magdalena Świerczyńska |